# Четвертування
Четвертува́ння, чвертува́ння — вид страти, при якому відсікаються кінцівки. З назви зрозуміло, що тіло засудженого ділиться на чотири або більше частин. Після страти частини тіла виставляються для публічного огляду окремо (іноді розносяться по чотирьох заставах, воріт міста тощо).

## Історичні відомості
У Англії (аж до 1820 року, формально скасовано лише в 1867 році) четвертування було частиною найболіснішої і найжорстокішої страти, яка призначалася за тяжкі державні злочини — «повішення, випотрошення і четвертування» (англ. hanging, drawing and quartering). Засудженого вішали на короткий час на шибеницю, так щоб він не помер, потім знімали з мотузки і випускали йому нутрощі, розпоровши живіт. Тільки потім його тіло розсікали на чотири частини і відрубували голову; частини тіла виставляли на загальний огляд «там, де король вважатиме зручним».
У Франції четвертування здійснювалося за допомогою коней. Засудженого прив'язували за руки і за ноги до чотирьох сильних коней, які підганяли так, щоби вони рухалися врізнобіч і відривали кінцівки. Фактично доводилося підрізати сухожилля засудженому. Потім тулуб засудженого кидали у вогонь. Так були страчені вбивці королів Равальяк в 1610 році і Робер-Франсуа Дам'єн у 1757 році. У 1589 році такій процедурі піддали мертве тіло вбивці Генріха III, Жака Клемана, на місці злочину охоронцями короля.
У Московії засудженому відрубували сокирою ноги, руки і потім голову. Так були страчені Тимофій Анкудінов і Степан Разін. До такої страти був засуджений Омелян Пугачов, проте, за розпорядженням Катерини II йому (як і його сподвижнику Афанасію Перфільєву) спочатку відтяли голову, а потім вже кінцівки.
У тюрмах НКВС на заході Україні (Галичина, Волинь) з 1939 по 1941 роки відбувалися четвертування людей тощо.